# 福士佳恵
福士 佳恵（ふくし よしえ、1988年6月9日 - ）は北海道出身の女子バスケットボール選手である。ポジションはセンターフォワード。

## 人物
小学生のときにミニバスケを始め、上野幌中学を経て、札幌山の手高校に進み、ウィンターカップ3位となる。在学中はU-17・18日本代表も経験。筑波大学進学後は、インカレ優勝を経験。
卒業後の2011年、アイシン・エィ・ダブリュに入社。2016年退団。

## 経歴
- 札幌山の手高 - 筑波大 - アイシン・エィ・ダブリュ（2011年〜2016年）